# Jörg Jaksche

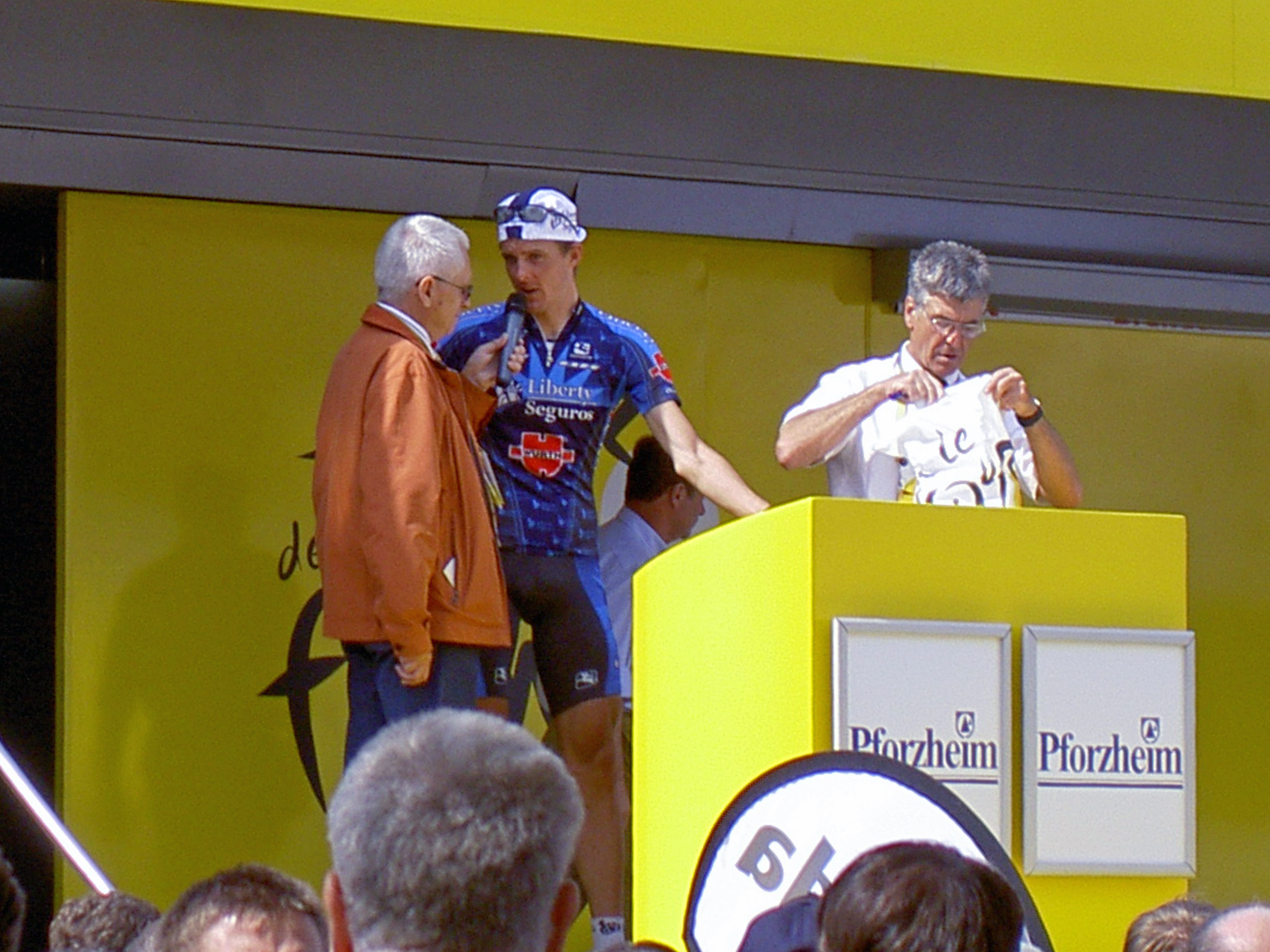
Tour de France 2005

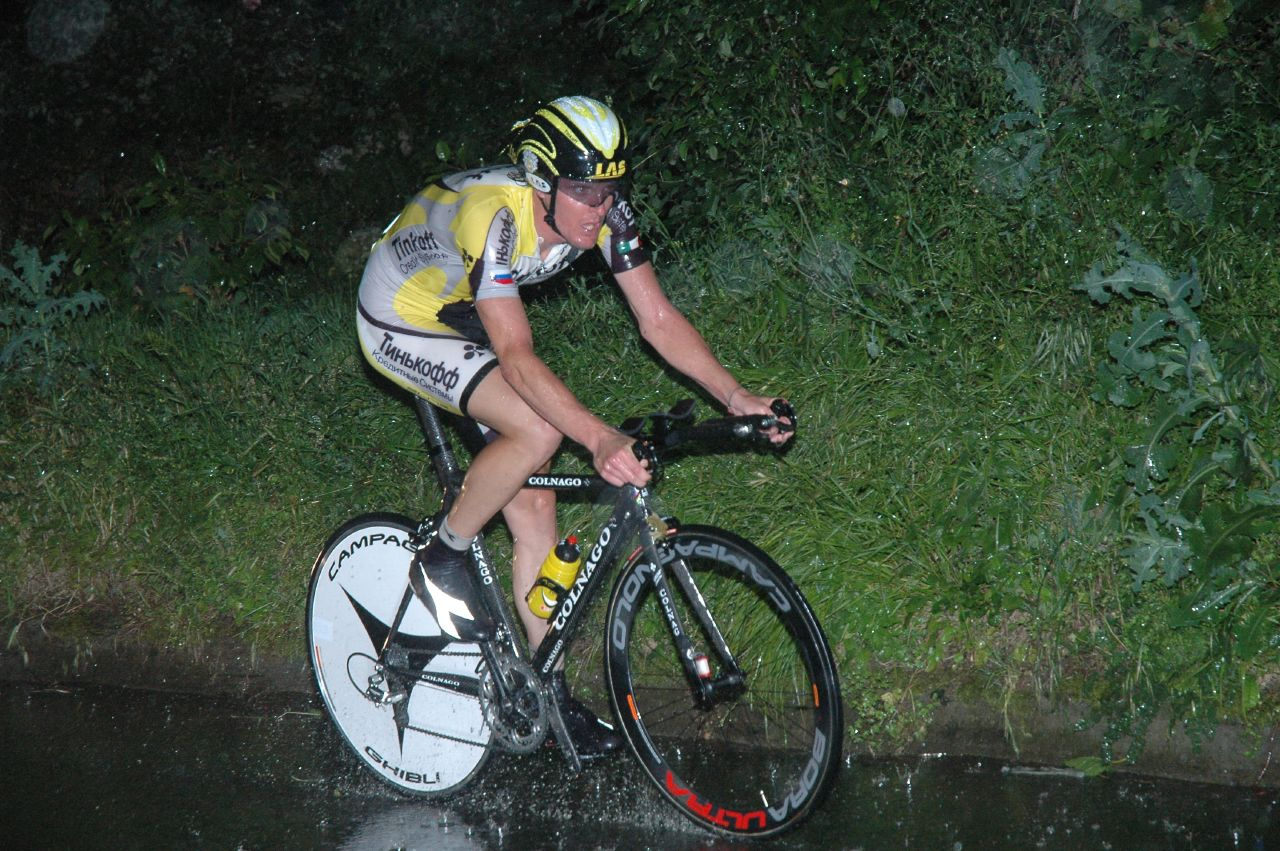
Jörg Jaksche

Jörg Jaksche (né le 23 juillet 1976 à Fürth) est un coureur cycliste allemand.

## Biographie
Jörg Jaksche commence sa carrière professionnelle en 1997 avec l’équipe Polti. Il court ensuite avec les équipes Deutsche Telekom en 1999 et 2000, ONCE-Eroski entre 2001 et 2003. Lors du Tour de France 2001, il porte le maillot blanc de meilleur jeune après la 5e étape, un contre-la-montre par équipes couru entre Verdun et Bar-le-Duc. Il le perd ensuite au profit de l'Espagnol Óscar Sevilla lors de la 10e étape arrivant à l'Alpe d'Huez.
Il est membre ensuite des équipes CSC en 2004, puis Liberty Seguros en 2005 et 2006, et Tinkoff Credit Systems en 2007. En 2007, il avoue s'être dopé tout au long de sa carrière. Ses révélations paraissent dans le journal allemand Der Spiegel. Il aurait reçu 100 000 euros en récompense de ses aveux et des menaces de mort quand il s'est dit prêt à coopérer avec les instances de lutte antidopage. Il est condamné à une année de suspension, soit jusqu'au 30 juin 2008.
Il a annoncé sa retraite le 25 avril 2008 faute d'avoir trouvé une équipe. Il est recruté par l'équipe Cinelli-OPD pour la saison. Cette équipe n'obtient cependant pas de licence de l'Union cycliste internationale et est dissoute. Il arrête sa carrière dans la foulée.

## Palmarès
- 1993
  - 2e du Trofeo Karlsberg
  - 2e du championnat d'Allemagne sur route juniors
  -  Médaillé d'argent aux championnats du monde du contre-la-montre par équipes juniors
- 1994
  -  Champion d'Allemagne sur route juniors
  - 1re étape du Dusika Jugend Tour (contre-la-montre par équipes)
  - 3e du Dusika Jugend Tour
  - 3e des Trois Jours d'Axel
- 1995
  - 3e de Backnang-Waldrems
- 1996
  - 1re étape du Rapport Toer
  - 2e du Tour de Saxe
  - 9e du championnat du monde sur route espoirs
- 1997
  -  Champion du monde militaires sur route
  -  Médaillé de bronze du championnat du monde militaires du contre-la-montre
- 1998
  - 3e du championnat d'Allemagne sur route
- 1999
  - 10e du Championnat de Zurich
- 2001
  - 1re étape du Tour de Catalogne (contre-la-montre par équipes)
  - 3e de la Flèche wallonne
  - 8e de Paris-Nice
- 2002
  - 4e étape du Tour de France (contre-la-montre par équipes)
  - 1re étape du Tour d'Espagne (contre-la-montre par équipes)
  - 6e du Grand Prix du Midi libre
  - 10e de Tirreno-Adriatico
- 2003
  - 1re étape du Tour d'Espagne (contre-la-montre par équipes)
  - 4e de Paris-Nice
- 2004
  - Paris-Nice :
    - Classement général
    - 1re étape

  - Tour méditerranéen :
    - Classement général
    - 5e étape

  - 3e du Tour de Luxembourg
- 2005
  - 3e du Critérium international
  - 4e du Tour d'Allemagne
  - 5e de Paris-Nice
- 2006
  - 2e de Tirreno-Adriatico
  - 3e du Tour de Suisse
  - 4e du Tour de Romandie
- 2007
  - Circuit de Lorraine :
    - Classement général
    - 5e étape

  - 2e de la Bicyclette basque

## Résultats sur les grands tours

### Tour de France
6 participations
- 1998 : 18e
- 1999 : 80e
- 2001 : 29e
- 2002 : 31e, vainqueur de la 4e étape (contre-la-montre par équipes)
- 2003 : 17e
- 2005 : 16e

### Tour d'Espagne
5 participations
- 1999 : 35e
- 2001 : 73e
- 2002 : abandon (18e étape), vainqueur de la 1re étape (contre-la-montre par équipes)
- 2003 : 129e, vainqueur de la 1re étape (contre-la-montre par équipes)
- 2004 : 44e